# Chilecomadia valdiviana
Chilecomadia valdiviana is een vlinder uit de familie van de Houtboorders (Cossidae). De wetenschappelijke naam van de soort is voor het eerst gepubliceerd in 1860 door Rodolfo Amando Philippi.
De soort komt voor in Chili en Argentinië.